# Максим IV Сайех
Максим IV Сайех (в миру — Амине Рискаллах Сайех; 10 апреля 1878, Алеппо, Османская империя — 5 ноября 1967, Бейрут, Ливан) — ливанский кардинал. Член монашеской конгрегации мелькитских паулистов. Архиепископ Тира с 30 августа 1919 по 30 августа 1933. Архиепископ Бейрута и Библа с 30 августа 1933 по 30 октября 1947. Патриарх Мелькитской католической церкви с 30 октября 1947 по 5 ноября 1967. Кардинал-патриарх с 22 февраля 1965.

## Биография
Амине Рискаллах Сайех родился 10 апреля 1878 года в городе Алеппо. 17 сентября 1905 года был рукоположён в священника. В этом же году вступил в монашескую конгрегацию мелькитских паулистов. 30 августа 1919 года был выбран архиепископом Тира и в этот же день рукоположён епископа. 30 октября 1933 года был назначен архиепископом Бейрута и Библа.
6 декабря 1936 года в храме преподобного Антония Великого при Руссикуме возглавил хиротонию епископа Александра Евреинова. 
30 октября 1947 года был избран патриархом Мелькитской католической церкви.
22 февраля 1965 года Папа римский Павел VI избрал Максима IV Сайеха кардиналом, а 25 февраля 1965 года Павел VI возложил на патриарха Максима кардинальскую шапку.
Сторонник экуменизма, сближения между католической и восточными христианскими церквями, а также исламом.